# Décès en août 1996
Décès
- 1992
- 1993
- 1994
- 1995
- 1996
- 1997
- 1998
- 1999
- 2000

Pour une information complémentaire, voir la page d'aide.

| Date     | Nom                         | Activités                                                           | Âge      | Source |
| -------- | --------------------------- | ------------------------------------------------------------------- | -------- | ------ |
| 1er août | Lucille Teasdale-Corti      | médecin québécois                                                   | ?        |        |
| 1er août | Tadeusz Reichstein          | biochimiste suisse Prix Nobel de médecine et de physiologie en 1950 | 99       |        |
| 1er août | Mgr Pierre Claverie         | d’évêque d’Oran depuis 1981                                         | 58       |        |
| 1er août | Pierre Chatignoux           | journaliste français.                                               | ?        |        |
| 1er août | Bill Buchanan (en)          | chanteur américain                                                  | 66       |        |
| 1er août | Jean Boiron                 | chercheur français.                                                 | ?        |        |
| 1er août | Mohammed Farah Hassan Aidid | chef de guerre somalien                                             | 62 ?     |        |
| 1er août | Zulfiya Isroilova           | écrivaine ouzbek                                                    | 81       |        |
| 2 août   | Obdulio Jacinto Varela      | footballeur uruguayen.                                              | 78       |        |
| 2 août   | James Pichette              | peintre français                                                    | ?        |        |
| 2 août   | Albert Marteau              | Compagnon de la Libération                                          | ?        |        |
| 2 août   | Marie Girard                | batteuse française                                                  | ?        |        |
| 2 août   | Michel Debré                | ancien premier ministre français                                    | 84       |        |
| 2 août   | Harry Ross                  | métallurgiste canadien                                              | ?        |        |
| 2 août   | Frida Boccara               | chanteuse de variétés française                                     | 55       |        |
| 3 août   | Mary Thompson               | doyenne américaine                                                  | 120      |        |
| 3 août   | Hans Joergen Garde          | amiral danois                                                       | ?        |        |
| 3 août   | Guido Alberti               | acteur italien                                                      | 87       |        |
| 4 août   | André Trochut               | coureur cycliste français                                           | 64       |        |
| 5 août   | Frank Marcus (en)           | dramaturge et critique britannique                                  | 68       |        |
| 5 août   | Hort W. Hardin              | golfeur américain                                                   | 84       |        |
| 5 août   | James Gerard                | ambassadeur américain.                                              | ?        |        |
| 5 août   | Abdul Rahman Mohammed Babu  | politicien tanzanien                                                | ?        |        |
| 6 août   | Earl Svendsen (en)          | joueur américain de foot U.S                                        | 81       |        |
| 6 août   | Hernán Siles Zuazo          | Président de la Bolivie de 1956 à 1960 et de 1982 à 1985.           | 83       |        |
| 6 août   | Buland al-Haydari           | poète irakien                                                       | 69       |        |
| 6 août   | Muhammad al-Badr            | roi du Yémen en 1962.                                               | 67       |        |
| 7 août   | Joseph Asjiro Satowaki      | Cardinal japonais                                                   | 92       |        |
| 7 août   | Alice Richter               | peintre française                                                   | 84       |        |
| 7 août   | Herbert O. Kubly (en)       | écrivain et dramaturge américain                                    | 81       |        |
| 7 août   | Claude Amiel                | physiologiste français                                              | ?        |        |
| 8 août   | Sir Frank Whittle           | inventeur britannique du premier réacteur aérien                    | 89       |        |
| 8 août   | Guy Suarès                  | comédien et critique de théâtre français                            | ?        |        |
| 8 août   | Julian Stryjkowski          | écrivain communiste polonais                                        | 91       |        |
| 8 août   | Sir Nevill Mott             | physicien britannique, Prix Nobel de physique en 1977.              | 90       |        |
| 8 août   | Angéline Dominique          | avocate française                                                   | 78       |        |
| 8 août   | Robert H. Clampitt          | président américain de Children’s Express                           | 69       |        |
| 9 août   | Albert Rose                 | sociologue canadien.                                                | ?        |        |
| 9 août   | John William King (en)      | gouverneur démocrate du New Hampshire. De 1963 à 1969.              | 79       |        |
| 9 août   | Abdelkader Guermaz          | peintre non figuratif algérien                                      | ?        |        |
| 10 août  | Mel Taylor (en)             | batteur de rock américain, membre des Ventures                      | 62       |        |
| 10 août  | Walter MacNutt (en)         | organiste canadien                                                  | ?        |        |
| 10 août  | B. Warren Berry             | danseur américain                                                   | 78       |        |
| 11 août  | Vanga                       | voyante bulgare                                                     | ?        |        |
| 11 août  | Rafael Kubelik              | chef d’orchestre suisse d’origine tchécoslovaque                    | 82       |        |
| 11 août  | Ray W. Fuller               | biochimiste américain                                               | 65       |        |
| 12 août  | Sir Anthony Parsons (en)    | diplomate britannique                                               | 73       |        |
| 12 août  | Bernard Hreglich            | poète français                                                      | ?        |        |
| 12 août  | Robert Gravel               | acteur et dramaturge québécois.                                     | 51       |        |
| 12 août  | Viktor Ambartsoumian        | astrophysicien et astronome arménien.                               | 87       |        |
| 13 août  | Michel Luzi                 | Footballeur français.                                               | 67       |        |
| 13 août  | David Tudor                 | pianiste et compositeur américain.                                  | 70       |        |
| 13 août  | Antonio de Spinola          | homme d’État portugais                                              | 86       |        |
| 14 août  | Sergiu Celibidache          | chef d’orchestre roumain.                                           | 84       |        |
| 14 août  | Uzo Egonu                   | peintre, graveur et designer nigérian                               | 64       | (en)   |
| 14 août  | Camilla Horn                | actrice allemande                                                   | 90       |        |
| 14 août  | Gisèle Kuhn                 | pianiste concertiste française                                      | ?        |        |
| 14 août  | Marcellin Laroche           | député québécois                                                    | 76       |        |
| 15 août  | Joe Seneca                  | acteur américain                                                    | 82       |        |
| 15 août  | Maruyama Masao              | politologue japonais                                                | ?        |        |
| 16 août  | Gertrude Fehr               | photographe allemande                                               | ?        |        |
| 16 août  | Sergueï Koliada             | peintre russe puis soviétique                                       | 89       |        |
| 16 août  | Robert Lynn                 | militant syndicaliste et anarchiste écossais                        | ?        |        |
| 16 août  | Manolo Martínez             | matador mexicain                                                    | 50       |        |
| 16 août  | Fuad Safruddin              | journaliste indonésien                                              | ?        |        |
| 16 août  | Max Thurian                 | théologien suisse                                                   | 74       |        |
| 17 août  | Witold Urbanowicz           | pilote polonais                                                     | 88       |        |
| 17 août  | Digby Baltzell (en)         | sociologue américain                                                | 80       |        |
| 18 août  | Paul-Claude Racamier        | psychanalyste français                                              | 72       |        |
| 18 août  | Hugu Gabriel Gryn (en)      | chef des Juifs Réformés de Grande-Bretagne                          | 66       |        |
| 18 août  | Geoffrey Dearmer (en)       | poète britannique                                                   | 103      |        |
| 18 août  | Tsukayikomatsu Asaji        | une des dernières geishas traditionnelles du Japon                  | 102      |        |
| 19 août  | Del Miller                  | jockey américain                                                    | 83       |        |
| 19 août  | Didier-Georges Gabily       | écrivain, comédien et metteur en scène français                     | 41       |        |
| 19 août  | Gnaoré Djimi                | chanteur ivoirien                                                   | 36       |        |
| 19 août  | Tatiana Mavrina             | peintre et illustratrice soviétique puis russe                      | 93       |        |
| 20 août  | Beverley Whitfield          | nageuse australienne                                                | 68       |        |
| 20 août  | Maria Occhipinti            | anarchiste italienne.                                               | ?        |        |
| 20 août  | André-Georges Haudricourt   | phytopathologiste français                                          | 100      |        |
| 20 août  | Abílio Duarte               | homme politique cap-verdien                                         | 65       | (pt)   |
| 20 août  | Lillian Clark               | chanteuse américaine                                                | 70       |        |
| 20 août  | Yvette Brillon              | modiste québécoise                                                  | ?        |        |
| 21 août  | Jurriaan Andriessen         | compositeur et chef d’orchestre néerlandais                         | ?        |        |
| 21 août  | Erwin Leiser                | cinéaste suisse                                                     | 73       |        |
| 21 août  | Mary Two Axe Early          | militante des droits des femmes autochtones au Canada               | 84       |        |
| 23 août  | Lev Vlassenko               | pianiste russie.                                                    | 56       |        |
| 23 août  | Neil Superior               | catcheur américain                                                  | 33       |        |
| 23 août  | Audrey Patterson-Tyler      | athlète américaine                                                  | 69       |        |
| 23 août  | Øivind Holmsen              | footballeur norvégien.                                              | 84       |        |
| 24 août  | Émile Noël                  | diplomate français                                                  | 73       |        |
| 24 août  | Jean Aurel                  | documentariste français                                             | 70       |        |
| 25 août  | Aldo Montano                | escrimeur italien                                                   | ?        |        |
| 25 août  | Reinhard Libuda             | footballeur allemand                                                | 52       |        |
| 25 août  | Russell Hunter (en)         | écrivain américain                                                  | 67       |        |
| 25 août  | Sylvia Fischer              | soprano australienne                                                | ?        |        |
| 25 août  | Dai Houwing                 | dramaturge chinoise.                                                | ?        |        |
| 25 août  | John Edmund Strandberg      | peintre canadien d'origine suédoise.                                | 84       | (en)   |
| 26 août  | Alejandro Lanusse           | homme politique argentin. Président de 1971 à 1973.                 | 77       |        |
| 26 août  | Georges Hardy               | homme de radio suisse                                               | 81       |        |
| 26 août  | Mario Maskareli             | peintre et graveur serbe puis yougoslave                            | 77       |        |
| 26 août  | Mangala Devi Singh          | militante népalaise                                                 | ?        |        |
| 27 août  | Greg Morris                 | acteur américain                                                    | 61       |        |
| 27 août  | Bernard B. Jacobs           | producteur américain                                                | 80       |        |
| 27 août  | Abram Games (en)            | affichiste britannique                                              | ?        |        |
| 27 août  | Martin Disler               | peintre, sculpteur et écrivain suisse                               | 47       |        |
| 28 août  | Robert Reinhold             | journaliste américain                                               | ?        |        |
| 28 août  | Lucien Perpère              | joueur et entraîneur de football français                           | 84       |        |
| 28 août  | Fernand Lizotte             | député québécois. Ancien ministre                                   | 92       |        |
| 28 août  | Harald Norlin Johnson       | microbiologiste américain                                           | ?        |        |
| 28 août  | Jacques Bourgeois           | critique musical et musicologue Français                            | ?        |        |
| 29 août  | Pierre Beaudry              | linguiste québécois.                                                | ?        |        |
| 29 août  | Charles O'Neal (en)         | scénariste américain                                                | 92       |        |
| 29 août  | Michel Godreau              | danseur portoricain                                                 | ?        |        |
| 29 août  | Jean Bornard                | syndicaliste Français                                               | 69       |        |
| 29 août  | Fred Adison                 | batteur et chef d’orchestre de jazz Français                        | 87       |        |
| 30 août  | Abdelkrim Raïs              | musicien marocain de musique arabo-andalouse                        | 83 ou 84 |        |
| 30 août  | Christine Pascal            | actrice et réalisatrice Française                                   | 45       |        |
| 30 août  | Josef Müller-Brockmann      | graphiste suisse.                                                   | 82       |        |
| 30 août  | José Toribio Meribio        | amiral chilien                                                      | 80       |        |
| 30 août  | Dunc Gray                   | coureur cycliste australien                                         | 90       |        |
| 30 août  | Alfredo Crevenna            | réalisateur mexicain                                                | ?        |        |
| 30 août  | Laura Adani                 | actrice italienne                                                   | 82       |        |
| 30 août  | Vincent Witold Adamkiewicz  | pharmacologue québécois                                             | ?        |        |
| 31 août  | Blaine Johnson (en)         | coureur automobile américain                                        | 34       |        |